# Hermann Reuter (Theologe)

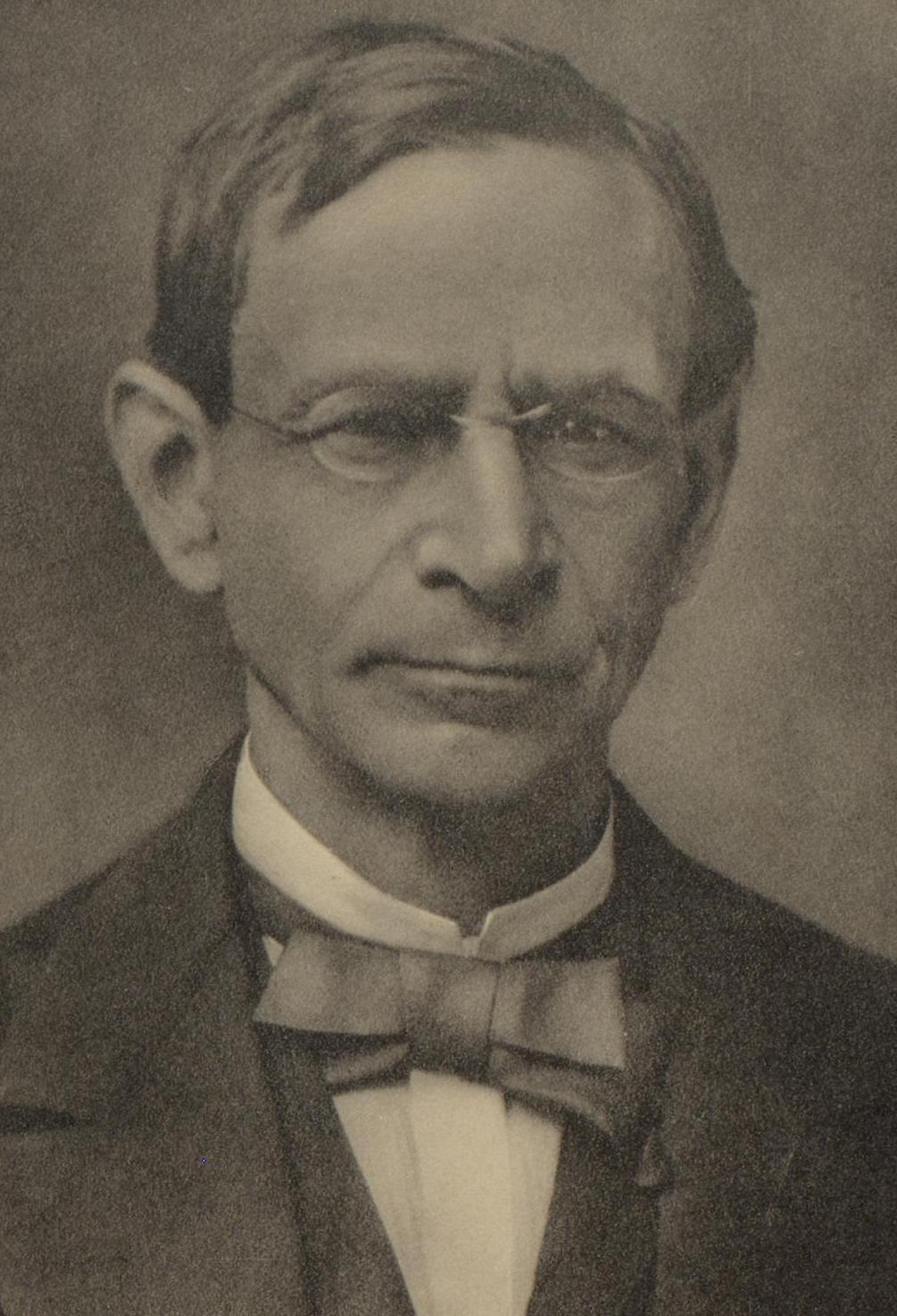
Hermann Reuter

Hermann Reuter (* 30. August 1817 in Hildesheim; † 17. September 1889 in Göttingen) war ein deutscher lutherischer Theologe, Kirchenhistoriker und Abt des Klosters Bursfelde.

## Leben und Wirken
Im Jahre 1843 wurde Hermann Reuter Privatdozent an der Universität Berlin, bevor er 1852 als außerordentlicher Professor an die Universität Breslau ging. 1855 erhielt Reuter einen Ruf als ordentlicher Professor an die Universität Greifswald, 1866 noch einmal nach Breslau, wo er 1869 zugleich Konsistorialrat wurde, und im Jahre 1876 schließlich an die Universität Göttingen.
1881 erhielt Hermann Reuter in Nachfolge von Ludwig Schöberlein außerdem die Würde eines Abtes des Klosters Bursfelde im Weserbergland.

## Schüler
Mindestens zwei seiner Schüler, nämlich Theodor Brieger und Paul Tschackert erwarben nach ihren theologischen Examen – Tschackert hatte schon eine Privatdozentur inne – in Leipzig beim Historiker Georg Voigt den philosophischen Doktorgrad. Beide erlangten nachhaltige Bedeutung. Brieger begründete in Leipzig an der Theologischen Fakultät das kirchengeschichtliche Seminar, er trat hauptsächlich mit Arbeiten zur Geschichte der Reformation an die Öffentlichkeit, während Tschackert, neben kirchengeschichtlichen Arbeiten auch quellen- und archivkundliche Publikationen insbesondere preußischer Archive zur preußischen Geschichte der Reformationszeit vorlegte.

## Werke
- Johannes von Salisbury, 1842
- Geschichte Alexanders III. und der Kirche seiner Zeit, 3 Bände, 1845 (2. Auflage 1860)/1860/1864 (Digitalisat)
- Die Geschichte der religiösen Aufklärung im Mittelalter vom Ende des 8. bis zum Anfang des 14. Jahrhunderts, 1875/1877
- mit Theodor Brieger: Zeitschrift für Kirchengeschichte, 1877 ff.
- Augustinische Studien, 1887